# Rally for Democracy and Progress (Namibia)
Die Rally for Democracy and Progress (RDP) ist eine im November 2007 gegründete Partei in Namibia. Sie entstand, nachdem mehrere Mitglieder der regierenden SWAPO aus Unzufriedenheit ausgetreten beziehungsweise ausgeschlossen worden waren und sich neu formiert hatten.
Wahlspruch ist It's time for change, together we can do better (deutsch etwa Es ist Zeit für den Wandel, zusammen können wir es besser).

## Geschichte
Gründungs-Parteipräsident Hidipo Hamutenya war während des Unabhängigkeitskampfes Informationsminister der Exil-SWAPO. In dieser Funktion war er 1986 an der Enttarnung eines vermeintlichen Spionageringes in der Befreiungsbewegung beteiligt. Wie nach der Unabhängigkeit bekannt wurde, waren die meisten der sogenannten Spione unter Folter zu falschen Geständnissen gezwungen worden. Von ihren Geständnissen wurden Videoaufzeichnungen angefertigt, für deren Produktion Hamutenya mitverantwortlich war. Hierzu hat er nie wirklich Stellung bezogen.  Allerdings hat die RDP auf ihrer Kandidatenliste für die nationalen Wahlen im November 2009 zwei ehemalige Folteropfer der SWAPO aufgestellt, was als Zeichen der Versöhnung betrachtet werden kann.
Am 7. September 2010 gab die RDP einen wahlpolitischen Zusammenschluss mit der Republican Party (RP) bekannt, löste diesen jedoch im November 2014 wieder auf. Mitte Februar 2015 kündigte Hamutenya seinen Rücktritt vom Vorsitz der Partei an, nachdem viele ihn für die Wahlschlappe aus November 2014 persönlich verantwortlich gemacht hatten. Am 28. Februar 2015 beschloss die RDP die Absetzung von Hamutenya und setzte Bezuidenhout vorübergehend als Parteivorsitzenden ein. Hamutenya erklärte jedoch wenig später schriftlich, dass er den Rücktritt zurücknehme. Am 23./24. Mai 2015 fand eine Sondersitzung der RDP-Generalversammlung statt, die einen neuen Vorstand wählte. Am 5. Juli 2015 wurde Jeremiah Nambinga in einer Stichwahl zum Parteipräsidenten gewählt. Seit Juni 2019 ist Mike Kavekotora der Parteivorsitzende.

## Wahlergebnisse
Bei der ersten Wahlteilnahme 2009 gewann die RDP mehr Stimmen als jemals zuvor eine Oppositionspartei seit 1999. Sie errang acht Sitze und knapp 11,2 Prozent der Stimmen.

### Nationalversammlung
| Parlamentswahl | Stimmenanteile | Sitze |
| -------------- | -------------- | ----- |
| 2024           | 0,30 % ▼       | 0/96  |
| 2019           | 1,09 % ▼       | 1/96  |
| 2014           | 3,51 % ▼       | 3/96  |
| 2009           | 11,16 %        | 8/72  |

### Präsident
| Präsidentschaftswahl | Kandidat         | Stimmen | Stimmenanteil |
| -------------------- | ---------------- | ------- | ------------- |
| 2024                 | Mike Kavekotora  | 002.974 | 00,22 %       |
| 2019                 | Mike Kavekotora  | 003.050 | 00,40 %       |
| 2014                 | Hidipo Hamutenya | 30.197  | 03,39 %       |
| 2009                 | Hidipo Hamutenya | 88.640  | 10,91 %       |

### Regionen
| Regionalwahl | Sitze | Regionen |
| ------------ | ----- | -------- |
| 2020         |       |          |
| 2015         |       |          |
| 2010         | 1/107 | 0/13     |

### Kommunen
| Kommunalwahl | Sitze  |
| ------------ | ------ |
| 2020         |        |
| 2015         | 11/374 |
| 2010         | 48/330 |